# Хабидепадара
Хабидепадара (нен. Хэйбидя-Пэдар) — участок реликтового леса в долине реки Море-Ю, в среднем её течении, в Ненецком автономном округе России, удалённый от основного лесного ареала более чем на 100 километров. Является самым северным лесным массивом на северо-востоке Европы. Известен также нахождением в нём древнего языческого святилища и связанными с ним археологическими находками.

## Описание
Лес протянулся вдоль русла реки Море-Ю полосой в 12 километров длиной и до 3 километров шириной, он представляет собой не цельный массив, а несколько разделённых друг от друга разных по форме и размерам участков. Преобладающая порода деревьев в лесу — ель сибирская (Picea obovata), встречается также берёза пушистая (Betula tortuosa) и на некоторых защищённых от ветров местах — древовидная форма ивы (Salix dasyclados).
Высота елей в лесу преимущественно 6-8 метров и не превышает в максимуме 12 метров. Чем ближе к реке, тем обильнее мелкий еловый подрост и еловые всходы, однако к периферии они значительно уменьшаются, что говорит о затруднённом лесовозобновлении на границах с тундрой. Диаметр ствола у основания часто достигает 30 сантиметров и более, но быстро уменьшается к верху. Крона низко опущена, правильной формы, часто разделена на два участка с мёртвой зоной на высоте 0,5-1,5 метров, где ветки практически отсутствуют, эта зона приурочена к верхней границе снежного покрова. В верхней части крон можно встретить «ведьмины мётлы». Ближе к границе лесного участка часто встречаются ели с кроной флаговидной формы. Шишки у елей многочисленны, но мелкие — около 4 сантиметров в длину, на некоторых деревьях присутствует почти полная пролиферация шишек.
Лесистый остров на Море-Ю является остатком тех лесов, которые произрастали здесь повсеместно 8700-9400 лет назад в эпоху климатического опитимума, об этом свидетельствуют многочисленные обломки древесных стволов (диаметром до 20 см.), встречающихся в береговых обрывах реки и её притоков (Сябу-Ю, Вэсни-Ю, Яйнаты-вис и других). Отделение лесного массива Хэйбидя-Пэдар от основного лесного ареала произошло не позднее суббореального периода голоцена (4.5 тыс. лет назад)..

### Хэйбидя-Пэдарское жертвенное место
На территории леса находится древнее жертвенное место. Расположено оно на безлесном левом берегу реки Море-Ю высотою около тридцати метров в основании мыса. Сам жертвенник представлял собой песчаный задернованный курган высотой не более 1,5 метров и диаметром около 10 метров. В расположении найденных артефактов археологами не было выявлено порядка, помимо вещей и костей животных здесь были обнаружены следы костров (возможно ритуальных) и остатки деревянных конструкций неизвестного предназначения. Судя по археологическим находкам в радиусе порядка 170—180 метров это место почиталось у местных жителей уже в первом тысячелетии до нашей эры, а в слое I тысячелетия н. э. прослеживается резкая смена общностей от ранней ванвиздинской культуры к культуре нижнеобской. Ритуальные действия здесь происходили на протяжении многих столетий, и проводились, по-видимому, разными средневековыми племенами, проживающими на огромной территории тундровой и лесной области Припечорья и севера Западной Сибири.
В найденных при раскопках вещах присутствовали: металлические наконечники стрел, бронзовые, серебряные, стеклянные украшения, серебряные монеты из Средней Азии, орудия труда, глиняная посуда, оружие, предметы быта. Жертвенные вещи в основной массе были сломаны, или присутствовали в виде фрагментов, частей. Из культовых предметов были найдены литые, штампованные изображения, граффити как реальных, так и фантастических животных, в том числе антропоморфных и зоо-антропоморфных персонажей. По времени можно выделить два основных периода: находки VI—IX веков нашей эры представлены в основном предметами украшения, а XI—XIII веков — в основном предметами вооружения. Территориально предметы относятся к области археологических культур Прикамья, Западной Сибири, Печоры по начало нашей эры включительно, позже — сходны с изделиями из районов Перми, Вычегды, Западной Руси (например, бронзовые бусы-флакончики приладожского происхождения.
Из остатков животных, принесённых когда-то в жертву, в 93 % случаев преобладают кости северного оленя, в том числе его черепа, в 5 % — кости собак; редки костные остатки домашних животных, медведя, росомахи, птиц. Судя по остаткам северного оленя жертвоприношения здесь происходили круглогодично.
Всего в языческом святилище нашли в общей сложности около трех тысяч различных предметов,.

## История исследования леса
Впервые лес Хабидепадара (Хайодепадара) у реки Хабиде — падаре-яга (современная Море-Ю) был описан А. И. Шренком в 1837 году во время путешествия по Большеземельской тундре. В его записках он отмечен, как еловый искривлённый лес, считающийся у местных жителей священным. Шренк упоминает также кладбище самоедов в нём и даёт этимологию названия — хайоде или хабиде — святой и падара — лес. Несмотря на почитание и поверье, что в него грешно входить по обыденным нуждам, уже в то время лес был значительно вырублен.

«15 июля. Погода была веселая и теплая, и мы со свежими силами снова пустились в дорогу. Вскоре мы ограничились видом моря, открывавшимся нашим взорам с высоты холмов в заливах Хабидепадара, который мы видели уже на СВ с мыса Науксале, то есть мыса устья (от нау или яганау — устье реки и сале — мыс), а на СЗ с Медин или Медин-Заворота. Залив этот получил свое название от реки того же имени — Хайодепадара или Хабиде — падаре-яга, которая, получая свое начало с высот Большеземельного хребта, протекает по равнине в северо-восточном направлении (как это и видно на картах) и вливается в залив широким устьем. Около верховьев этой реки расте кое-какой искривленный еловый лес, который в настоящее время сильно вырублен; и здесь на открытом возвышении находится общественное кладбище самоедов. Удивительно то, что как около Колвы, так и здесь местом погребения мертвых избраны самые северные леса, и во время путешествия моего я буду иметь случай указать еще на одно кладбище, находящееся также в лесу на возвышении. Причина тому, вероятно, заключается в близости лесов к тундре и легкое добывание из них материала для делания гробов; однако же здесь заключается еще одна причина, более важная, потому что она связана с религиею самоедов-язычников; обитатели однообразных равнин, которые открывают даже самое маленькое отступление природы, всегда склонны приписывать местностям, отличающимся каким-нибудь необыкновенным явлением природы, — какую-то святость и близкую связь с таинственными силами; потому-то в тундре нельзя найти ни одного общественного места самоедов, которое бы не отличалось какою-нибудь особенностью природы. Как здесь внезапно опять появившиеся в тундре леса и странным образом искривленные деревья поразили самоеда и заставили его избрать эти места для своих кладбищ, так особенное образование горных пород на острове Вайгач, как мы увидим после, было причиною построения на нем общественного жертвенника. Упомянутый лес у залива Хабидепадара называется тем же именем, от которого произошло и название реки, потому что слово это означает грешный лес, то есть святой лес, в который без нужды грешно входить (от самоедского слова хай — идол, а производное от него хайоде или хабиде — святой и падара — лес)».
— А. И. Шренк. Путешествие к северо-востоку Европейской России через тундры самоедов к северным Уральским горам, предпринятое по высочайшему повелению в 1837 году Александром Шренком.. dugward.ru. Дата обращения: 7 января 2021.
В 1947 году геологом Георгием Александровичем Черновым в этом лесу на левом берегу реки Море-Ю было открыто жертвенное место, а в раскопанном кургане, сложенном из желто-коричневых песков, на глубине 30-100 сантиметров обнаружены различные бронзовые и серебряные предметы, наконечники стрел из железа, посуда, оленьи черепа с рогами.
В 1967 году раскопки в лесу Хэйбидя-Пэдар вела группа археологов во главе с Вячеславом Ильичём Канивцом. К сожалению, отчёт о результатах этой экспедиции не был опубликован руководителем, погибшим в 1972 году, описание проведённых им работ было обнародовано лишь через двадцать лет. В этом же 1967 году растительный мир Хэйбидя-Пэдара изучал А. И. Толмачев, а в следующем 1968 году в «Ботаническом журнале» им была напечатана статья по итогам своего исследования.
В дальнейшем археологические раскопки жертвенника продолжили Александр Михайлович Мурыгин, предпринявший три экспедиции в эти края — в 1987, 2012, 2015 годах, и А. Г. Едовин — в 2007 году.
В 1999 году территория леса Хабидепадара вошла в созданный «в целях сохранения и изучения флоры и фауны Большеземельской тундры, в том числе реликтового елового редколесья и археологических памятников» заказник Море-Ю (площадь заказника 54 765,0 га).